# Волков, Фёдор Кондратьевич
Фёдор Кондра́тьевич Во́лков (фр. Théodore Volkov, укр. Федір Кіндратович Вовк; 5 февраля 1847, Крячковка, Полтавская губерния, Российская империя — 30 июня 1918, Жлобин, РСФСР) — украинский антрополог, расолог, этнограф и археолог-украиновед, большую часть произведений опубликовавший на французском языке в эмиграции. Общественный деятель, революционер, сторонник областнических и социалистических преобразований в России.
Доктор Парижского университета, профессор Императорского Санкт-Петербургского университета, главный хранитель этнографического отделения Русского музея императора Александра III. Первооткрыватель Мезинской стоянки, инициатор передатировки Кирилловской стоянки. Автор более 455 научных трудов. Внёс значительный вклад в изучение антропогенеза восточных славян, преимущественно, на территории среднего Поднепровья и Галичины. Труды Волкова заложили основу для систематического изучения этногенетического своеобразия населения Украины (украинцев, русских, евреев и др.).

## Биография
Родился 5 (17) марта 1847 года в селе Крячковка Полтавской губернии (ныне Пирятинский район Полтавской области) в семье казака.
После окончания Нежинского юридического лицея поступил в 1865 году на естественное отделение физико-математического факультета открывшегося в Одессе Новороссийского университета, но в следующем году перешёл в Киевский университет. В Киеве он познакомился с профессором В. Б. Антоновичем и «стал его идейным последователем и продолжателем этнографических, антропологических и археологических работ».
После окончания Киевского университета он стал членом Киевской громады, вместе с Антоновичем, Драгомановым, Рыльским, Чубинским, Житецким участвовал в организации воскресных школ, издании областнической литературы, собирании этнографических материалов.
В 1874—1876 годах Волков работал в канцелярии Киевской контрольной палаты, одновременно принимал участие в работе Юго-западного отделения Русского географического общества в области этнографии и археологии. После выхода Эмсского указа и закрытия отделения в связи с обвинением членов громады в сепаратизме, он был вынужден уехать за границу, поскольку ему грозило наказание за попытку организации подпольной типографии в Женеве, в которой печаталась запрещённая в России литература. В 1879 году он тайно бежал через румынскую границу в Швейцарию.
В эмиграции он продолжал научную работу в области этнографии, антропологии, археологии и к 1890-м годам отошёл от практической революционной деятельности. С 1887 года жил в Париже, занимался в Школе антропологии. Под руководством Е. Ами защитил диссертацию на тему «Скелетные видоизменения ступни у приматов в человеческих расах» (1905), сотрудничал с журналом L’Anthropologie (был одним из редакторов) и преподавал в Русской высшей школе общественных наук антропологию и этнографию.
В Париже он напечатал свои работы по этнографии русских и украинцев Добруджи и Задунайской Сечи, ремесленников Болгарии, по свадебным обрядам славянских народов (Брачный ритуал и обряды на Украине). Парижское антропологическое общество наградило Волкова Большой медалью имени П. Брока за достижения в области палеоантропологии. Волков также получил степень доктора естественных наук. В Париже мировоззрение Волкова, по мнению его биографа О. О. Франко, претерпело существенные изменения: из сторонника социализма и федерации славянских народов к началу XX века он стал приверженцем независимой Украины.
В 1905 году Волков получил разрешение вернуться в Россию. С конца 1905 года жил в Санкт-Петербурге, читал лекции в Петербургском университете в качестве приват-доцента кафедры географии и этнографии. С 1903 года Волков сотрудничал с Русским музеем императора Александра III, собирая для него этнографические
коллекции в Галиции, а после переезда в Санкт-Петербург, работал в нём хранителем этнографического отдела.
С 1911 года — председатель Русского антропологического общества, возглавлял редакцию «Ежегодника Русского антропологического общества», организовал украинский отдел в экспозиции Русского музея в Санкт-Петербурге. Участвовал в издании одного из первых российских изданий, синтезирующих знания по украиноведению, — «Украинский народ в его прошлом и настоящем» (1914—1916).
После Октябрьской революции 1917 года правительство образовавшейся Украинской Народной Республики обратилось ко всем известным украинским деятелям науки и культуры, которые по тем или иным причинам были вынуждены покинуть родину, с призывом вернуться на Украину и принять участие в развитии национального государства. Волков на это приглашение откликнулся, но по дороге из Петербурга (в белорусском Жлобине) внезапно умер.
Коллекции Ф. Волкова были перевезены из Санкт-Петербурга А. Г. Алешо, который организовал в Киеве Музей антропологии и этнологии (в настоящее время НАН Украины), носящий имя Ф. Волкова.
Он был награждён орденом Почётного легиона (1916), большой золотой медалью им. П. Семёнова-Тян-Шанского Императорского Русского географического общества (1917), международной премией Годара за антропологические исследования (1901) и премией Кана за археологические исследования (1912).

## Научный вклад
С учётом публицистических статей его наследие насчитывает более 628 работ, изданных по всему миру, преимущественно на иностранных языках.
В сферу научных интересов Волкова входил широкий круг вопросов, связанных с историей, антропологией, этнографией украинцев и славян в целом. Волков — основоположник отечественного палеолитоведения. Он открыл позднепалеолитическую стоянку около села Мезин (Коропский район Черниговской области). Организатор и руководитель ряда антропологических и археологических экспедиций, в том числе на Галичине, Буковине, Закарпатье, в Черниговской, Волынской, Херсонской губернии, на Кубань, Тамань. Результаты этих исследований Волков обобщил в нескольких монографиях.
Фёдор Волков своими исследованиями развенчивал теории имперских историков Погодина и Соболевского, которые доказывали, что Украина — это всего лишь «юг России» и отрицали само существование украинского народа, его языка и культуры. Благодаря ряду работ Волкова по сравнительной этнографии на украинском материале, с помощью нового на то время в Европе метода систематизации, классификации и обработке этнографических данных, украинская этнографическая и археологическая науки поднялись на один уровень с самыми развитыми европейскими науками народоведения конца ХІХ — начала ХХ столетия. До Фёдора Волкова украинская этнография была простым описанием особенностей народа, в котором доминировали лингвистические и фольклорные аспекты и игнорировались материальный быт и его памятки, которые были выявлены во время археологических исследований. Ученый придерживался идей и принципов французской антропологии, которая в то время имела передовую в то время природоведческую школу и антропологическую. Волков убедительно доказывал, что этнография является одной из сфер антропологии. Мировое признание принесла ученому его работа, построенная на широком материале мировой сравнительной этнографии с использованием огромного количества источников — Свадебный ритуал и обряды в Украине". Работа была издана сначала в Болгарии, позже в Париже в 1892.
Также интересовался вопросами архитектуры, искусства, литературы.
Некоторые из выводов Волкова в области антропологии и археологии были признаны современной антропологической наукой ошибочными. Тем не менее, его вклад в антропологическую науку, археологию и этнографию по-прежнему высоко оценивается, а собранный им в экспедициях фактический материал не потерял актуальности до наших дней.

## Главнейшие труды
- Volkov Th. Variations squelettiques du pied chez les Primates et chez les races humaines = Скелетные видоизменения ступни у приматов в человеческих расах: докторская диссертация (1903—1905);
- Volkov Th. Découvertes préhistoriques de M. Chvoika а Kiev (1899);
- Volkov Th. Rites et usages nuptiaux en Ukraine (1891);
- Волков Ф. Свадбарските обреди на словянските народи (1890);
- Volkov Th. Le traîneau dans les rites funéraires de l’Ukraine (1895);
- Волков Ф. Еврейский вопрос в славянской стороне (1882);
- Волков Ф. Задунайская Сич по местным воспоминаниям и рассказам (1883);
- Volkov Th. La fraternisation en Ukraine (1892);
- Volkov Th. Les dolmens de l’Ile d’Yeu (1895);
- Волков Ф. Антропологические особенности украинского народа. — Петроград, 1916.